# Patinella radiata
Patinella radiata is een mosdiertjessoort uit de familie van de Lichenoporidae. De wetenschappelijke naam van de soort is voor het eerst geldig gepubliceerd in 1826 door Audouin.